# Francesco Cellario
Francesco Cellario (Lacchiarella, 1520 – Roma, 25 maggio 1569) è stato un pastore protestante italiano.
Già frate minore, si convertì alla Riforma protestante; rapito in Valtellina da sicari cattolici, fu trasportato a Roma dove fu condannato al rogo dal tribunale dell'Inquisizione.

## Biografia

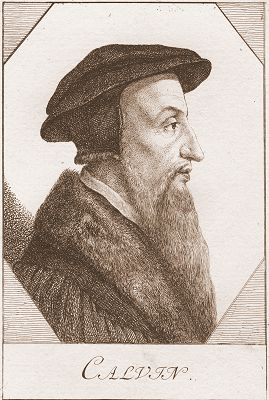
Giovanni Calvino

Francesco Cellario nacque nella cittadina lombarda di Lacchiarella in un giorno imprecisato del 1520. Il padre Galeazzo svolgeva il mestiere di cantiniere, il che spiega l'origine del cognome Cellario, derivante dal latino vinicellarius. Francesco entrò ben presto a far parte dell'ordine dei Francescani Minori, con il nome di fra Giacomo, all'interno del convento di San Martino a Lacchierella..
Ordinato sacerdote nel 1550, passò nel convento di Pavia, dove nel 1557 fu sottoposto a giudizio dall'Inquisizione per eresia protestante. Abiurò il 1º maggio e fu rilasciato, ma già pochi mesi dopo venne nuovamente arrestato per aver predicato dottrine eretiche e per detenzione di libri di Giovanni Calvino, di Bucero e di Bernardino Ochino. Ai giudici confessò di essere seguace delle dottrine riformate e, in quanto relapso, cioè ricaduto nell'eresia, non poteva aspettarsi che una condanna capitale. Riuscì a fuggire dal carcere dove attendeva la sentenza che fu emessa il 2 gennaio 1558, quando ormai il Cellario si era rifugiato a Morbegno, dove, avendo aderito formalmente alla confessione riformata, era stato nominato pastore e aveva sposato una donna del luogo, una certa Antonia.
Il Cellario avrebbe mantenuto legami con l'Italia e si sarebbe recato più volte a Mantova per propagandare le idee riformate in gruppi esistenti di quella città e nella provincia: questa almeno fu la convinzione emersa nelle inchieste presiedute nei primi mesi del 1568 dal cardinale Carlo Borromeo nei confronti dei monaci benedettini dell'abbazia di Polirone, sospettati di idee eterodosse.

### Il rapimento

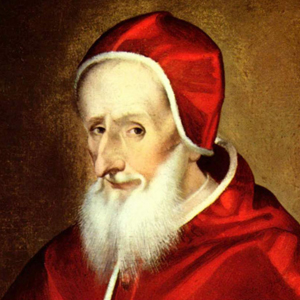
Pio V ritratto da El Greco

Fu così deciso di rapire il Cellario nella stessa Valtellina e di portarlo a Roma per il processo. Vi erano buone possibilità di successo dell'iniziativa, poiché in quei territori vigeva allora tolleranza per le confessioni sia riformate che cattoliche e a Morbegno esisteva un convento di domenicani: lo stesso papa Pio V incaricò il domenicano Pietro Antonio Casanova di organizzare il rapimento.

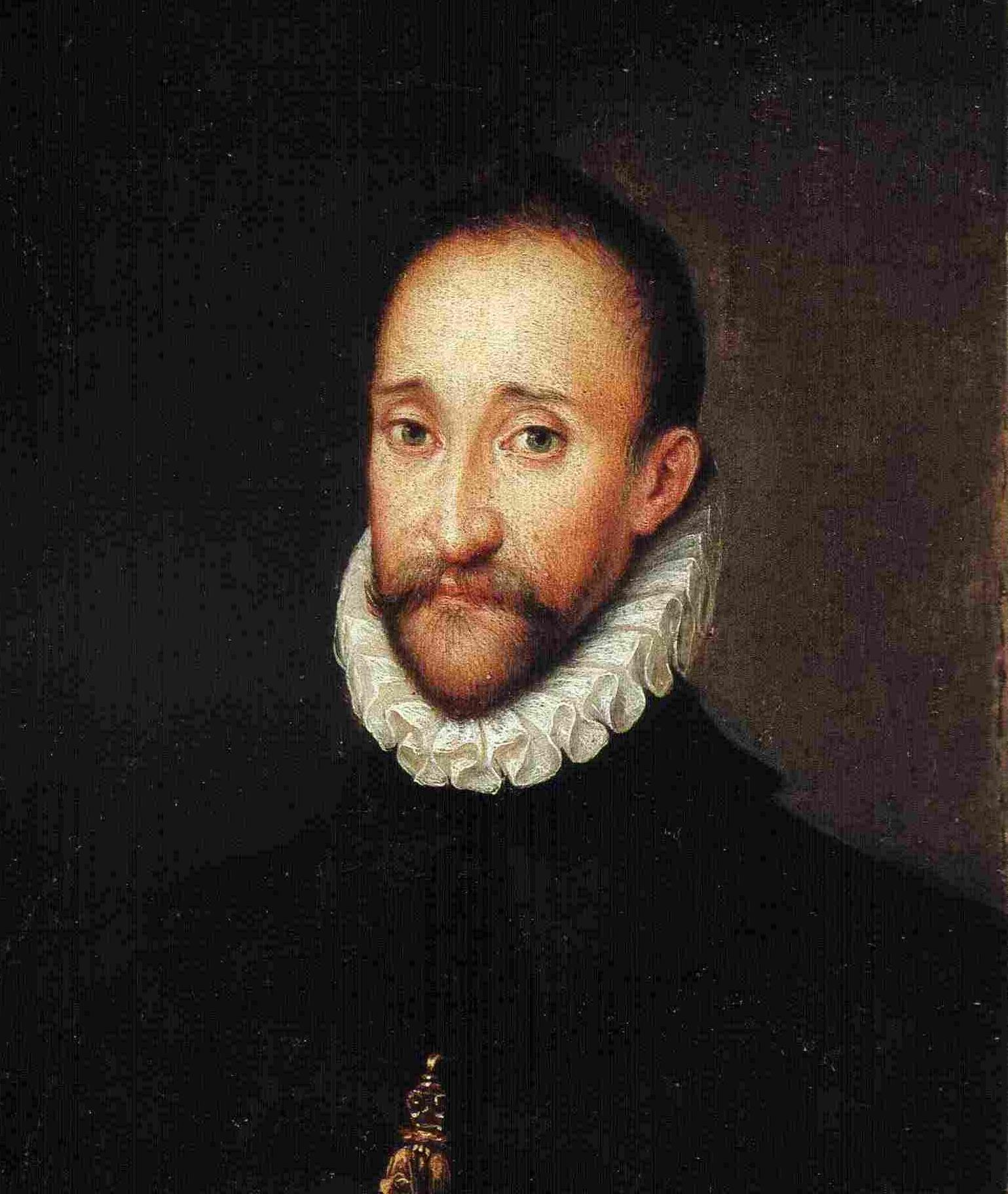
Ottavio Farnese

Il Cellario, dopo aver partecipato a un sinodo di pastori a Zuz, stava tornando a Morbegno quando, costeggiando il 5 giugno 1568 il lago di Mezzola, fu sequestrato da una banda di otto sicari cattolici. Attraversato in barca il lago, fu trasferito in catene a Como e di qui a Milano, dove fu consegnato all'Inquisizione che, con la collaborazione del duca di Piacenza Ottavio Farnese, lo avviò a Roma.

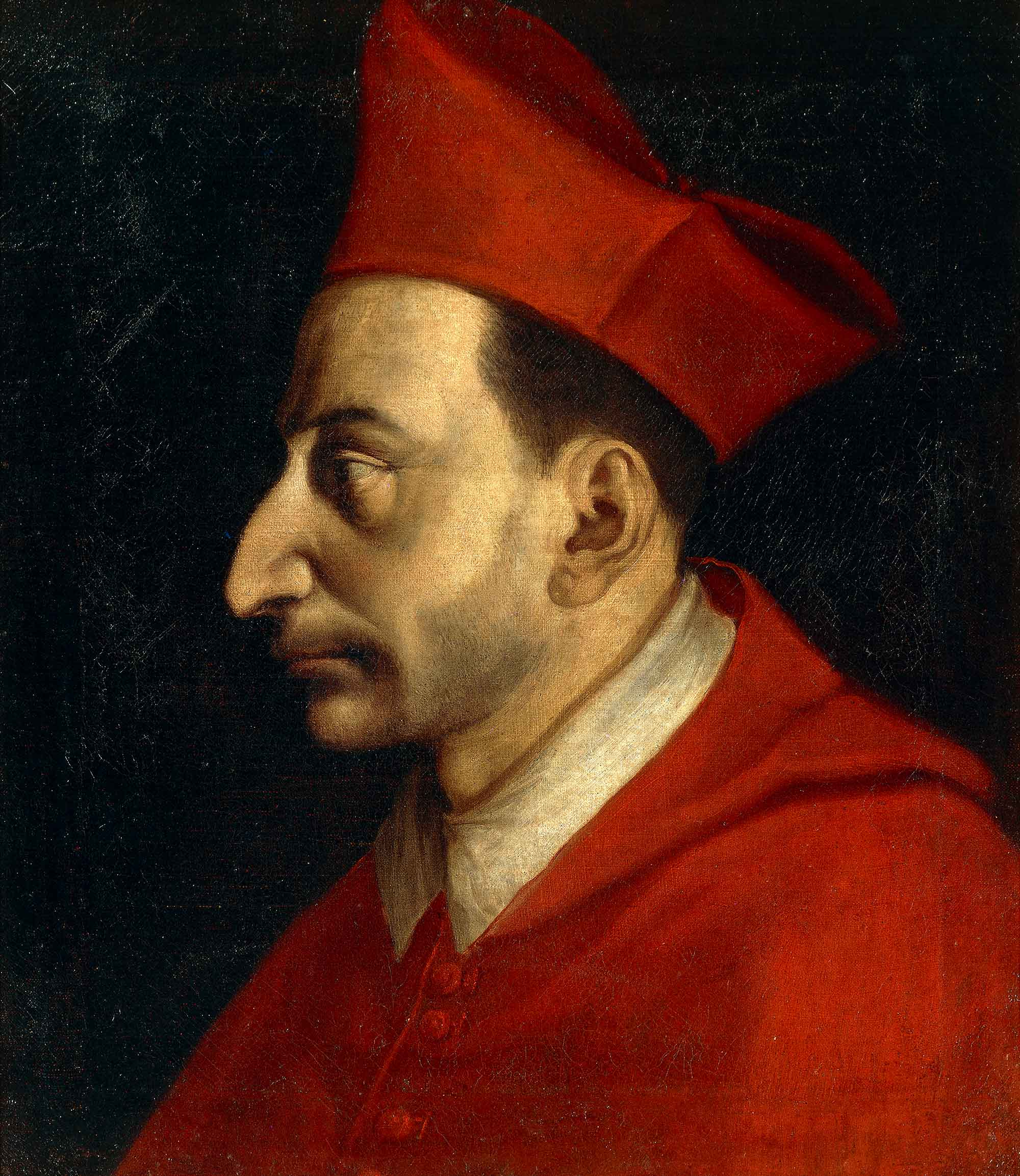
Carlo Borromeo

Alla grave violazione del diritto internazionale le autorità delle Tre Leghe reagirono con una nota di protesta e inviando a Milano tre delegati per trattare con il governatore Gabriel de la Cueva e con Carlo Borromeo la restituzione del Cellario. Sia il governatore che l'arcivescovo sostennero il diritto della Chiesa di sequestrare e giudicare gli apostati cattolici rifugiati all'estero, pur garantendo il loro intervento presso il papa. Da parte sua, Pio V sperava che l'incidente diplomatico potesse aggravarsi fino a sfociare in un intervento armato degli spagnoli che restituisse al cattolicesimo parte dei territori delle Tre Leghe, già minacciate ad oriente dalle mire degli Asburgo.
La posizione della Repubblica era effettivamente delicata: già isolata politicamente all'esterno, al suo interno scontava le divisioni confessionali. Mentre venivano arrestati due frati coinvolti nel rapimento - che per altro, messi in libertà dietro cauzione, fuggirono in Italia - e posta una taglia sul Casanova, i rappresentanti cattolici nel Senato delle Tre Leghe sostenevano la legittimità della Chiesa di giudicare gli ecclesiastici che si rifugiassero nei loro territorio, appoggiati in questo anche da una parte dei delegati riformati.
Così, mentre la missione a Milano finiva in un nulla di fatto e con un sospetto di tradimento - uno degli ambasciatori, Battista von Salis, ottenne il 10 giugno 1568 un'onorificenza pontificia - le autorità retiche si trovarono incapaci di agire e l'unico atto concreto fu la concessione alla moglie e ai figli del Cellario di una pensione garantita dalle rendite provenienti dai beni cattolici del convento di Santa Maria di Dona, del collegio domenicano di Morbegno e del santuario della Beata Vergine di Tirano.

### La condanna
Francesco Cellario fu condannato al rogo dall'Inquisizione romana perché durante il processo rimase «ostinato» sulle sue convinzioni. Il 24 maggio 1569 i confortatori della confraternita di San Giovanni Decollato trovarono nelle carceri di Tor di Nona quattro condannati che attendevano di salire sul patibolo l'indomani mattina: il Cellario, il francese Alberto Boccadoro, l'avvocato faentino Camillo Ragnolo e un altro famoso eretico, Bartolomeo Bartocci. Non si trattava di salvar loro la vita, ma almeno di convertirli in extremis: il Ragnolo «si pentì» e fece testamento, il francese fu convertito, dopo estenuanti tentativi, da alcuni frati cappuccini, intervenuti a dar man forte alla confraternita, mentre il Bartocci rimase ostinato fino all'ultimo.
Quanto al Cellario, esistono due versioni: da parte cattolica, si sostiene che finì per convertirsi, tanto che il suo corpo sarebbe stato bruciato solo dopo essere stato impiccato; da parte protestante si afferma che egli rimase fermo alla sua fede, tanto che sarebbe stato portato al patibolo con la bocca serrata perché non potesse parlare al popolo e, a rogo già acceso, si sarebbe tentato ancora, ma invano, di convertirlo.